# Sierragoffer
De sierragoffer (Thomomys monticola)  is een zoogdier uit de familie van de goffers (Geomyidae). De wetenschappelijke naam van de soort werd voor het eerst geldig gepubliceerd door J.A. Allen in 1893.

## Voorkomen
De soort komt voor in de Verenigde Staten.